# Слобоцков, Михаил Михайлович
Михаил Михайлович Слобоцков (1923—1977) — красноармеец Рабоче-крестьянской Красной Армии, участник Великой Отечественной войны, Герой Советского Союза (1944).

## Биография
Родился 4 декабря 1923 года в селе Верхняя Павловка (ныне — Оренбургский район Оренбургской области).
Окончил десять классов школы. В 1942 году Слобоцков был призван на службу в Рабоче-крестьянскую Красную Армию. С июня того же года — на фронтах Великой Отечественной войны.
К сентябрю 1943 года гвардии красноармеец Михаил Слобоцков был наводчиком пулемёта 239-го гвардейского стрелкового полка 76-й гвардейской стрелковой дивизии 9-го гвардейского стрелкового корпуса 61-й армии Центрального фронта. Отличился во время битвы за Днепр. 28 сентября 1943 года Слобоцков в составе передового отряда переправился через Днепр в районе села Мысы Репкинского района Черниговской области Украинской ССР и принял активное участие в боях за захват и удержание плацдарма на его западном берегу, лично уничтожив около 20 солдат и офицеров противника.
Указом Президиума Верховного Совета СССР «О присвоении звания Героя Советского Союза генералам, офицерскому, сержантскому и рядовому составу Красной Армии» от 15 января 1944 года за «образцовое выполнение боевых заданий командования по форсированию реки Днепр и проявленные при этом отвагу и геройство» гвардии красноармеец Михаил Слобоцков был удостоен высокого звания Героя Советского Союза с вручением ордена Ленина и медали «Золотая Звезда».
В последующих боях Слобоцков получил тяжёлое ранение и после излечения весной 1945 года был демобилизован.
Проживал и работал в Оренбурге. Скончался 30 октября 1977 года, похоронен на Старом кладбище Оренбурга по улице Монтажников.
Был также награждён рядом медалей.